# NGC 1799
NGC 1799 este o galaxie lenticulară situată în constelația Eridanul. A fost descoperită în 13 februarie 1887 de către Lewis A. Swift. Se află la o distanță de 49,89 de megaparseci de Pământ.